# Katolička crkva sv. Petra u Trnovcu, Tuzla
U Trnovcu, predjelu Tuzle, postojala je katolička crkva sv. Petra.

## Povijest
Poslije progona koji su uslijedili nakon Bečkog rata, brojni su vjernici, redovnici i svećenici iselili u novooslobođene hrvatske krajeve preko Save, dok su preostali prešli na islam i pravoslavlje, pa su brojne katoličke župe opustjele i ugašene. Uz rat su harale glad i kuga.  Franjevci su 1688. napustili gradovrški samostan i otišli u Bač. Početkom 18. st. bila jedina župa u cijeloj sjeveroistočnoj Bosni. Samostan nije obnovljen. Poboljšanjem prilika franjevci su u Tuzli u 18. stoljeću kupili komad zemljišta s kućom te iznova započeli s pastoralnim radom među onim katoličkim stanovništvom koje je preostalo.
Crkva u Tuzli je podignuta tek nakon više stoljeća bez katoličke crkve u Tuzli. Župnik je sjedište u Tuzli dobio tek 1852., dotad je bilo u Husinu i prije toga u Lipnici. Premda je zabilježeno da je 1762. u Tuzli 1762. postojala župna kuća i drvena kapelica, župnikovo je sjedište bilo u okolnim rečenima naseljima, Lipnici i Husinu. Bogoslužje se u samoj tuzli obavljalo na otvorenom prostoru, u maloj kapelici. Sjedište je prenio fra Marijan Semunović. Župnici od tad stanuju u Donjoj Tuzli.
Nakon premještanja sjedišta župe s Husina u Tuzlu pokušao je fra Marijan ishoditi dopuštenje osmanskih vlasti za izgradnju komotnije kuće na starom franjevačkom zemljištu. Ono se nalazilo kod ondašnje tvrđave. Nije uspio, jer zbog blizine tvrđave i zato što je željeno mjesto bilo među muslimanskim kućama. Fra Marijan nije uspio, pa je pokušao sutješki samostan. 1856. su godine kupili od Bećir efendije na Trnovcu zemljište s kućom i još jednom zgradom. Platili su 150 zlatnika. 1858. u sastav župe Tuzla vraćena su sela Lipnica (zaseoci Vareškiće, Doliće i Jasici), Kolovrat, Križani, Grabovica, Gornja Tuzla, Tetima, Kosci i Solina. Nacrt za crkvu izradio je graditelj Antun Linardović iz Tuzle.
Stanje je prekinuto uoči austro-ugarskog oslobađanja BiH. Župnik fra Augustin Slišković je 1869. godine od Hakib-paše isposlovao dopuštenje za gradnju crkve od čvrstoga materijala (kamena, cigle). Nije se moglo dobiti zemljište na mjestu bivšeg samostana, pa je za mjesto gradnje odabran Trnovac, koji su kupili iz sutješkog samostana.
Od 1871. do 1872. podignuta je crkva. Stvari su napokon krenule. Fra Augustin Slišković bio je u dobrim odnosima s osmanskom vladom. Fra Augustinu Sliškoviću stigao je ferman od Porte i 1872. dao je postaviti temelje crkve sv. Petra. Već sljedeće godine crkvi je uspio staviti krov. Financijsku konstrukciju zatvorili su osmanska vlada, biskup Strossmayer, car Franjo Josip I. i dobrovoljni prilozi župljana. Sljedeći župnici okončali su završne radove. Od austrijskih vojnika i inih Austrijanaca koji su tad bili u Tuzli kupljen je harmonij za 180 forinti. Za skupljanje priloga mnogo je pridonio vojni kapelan Josip Valentin Chocholuša. Za župnika fra Stijepe Ikića na njegovu molbu crkvi je vrlo lijepi ciborij poklonio Josip pl. Mohr iz Beča. Župni stan ove crkve bila je mala prepravljena seoska kuća prizemnica čiji su temelji bili slabi, krov je prokišnjavao i zidovi su bili loši. Da bi napravio novi, fra Rafo Babić potrošio je svoju ušteđevinu iz banke od 13.000 kruna, jer mu župljani nisu dali ništa.
Potrebe zbog rastućeg broja vjernika su sve više rasle, zbog čega je crkva sve manje mogla udovoljavati potrebama. Poslije dva desetljeća crkva je postala ruševnom, zbog čega se prešlo u novu crkvu sagrađenu kod ruševina bivšega samostana. Naime, zidovi crkve sv. Petra su popucali. Velike pukotine bile su tolike da je komisija dala zatvoriti crkvu jeseni 1890. godine te je umjesto nje kao privremeno rješenje napravljena kapelica za 300 forinti, veličine 9,5 x 5 metara.
Da bi potakao na gradnju nove crkve, fra Stjepan Ikić dao je srušiti staru crkvu sv. Petra na Trnovcu studenoga 1891. godine te počeo na mjestu današnjeg crkvišta graditi novu crkvu u neogotičkom stilu.